# You Had It Coming
You Had It Coming – album studyjny brytyjskiego gitarzysty Jeffa Becka. Wydawnictwo ukazało się 6 lutego 2001 roku nakładem wytwórni muzycznej Epic Records. Becka w nagraniach wsparli m.in. perkusista Steve Alexander oraz basista Randy Hope-Taylor. Produkcji nagrań podjął się Andy Wright.

## Lista utworów
Opracowano na podstawie materiału źródłowego.
| Nr  | Tytuł utworu           | Autorzy                            | Długość |
| --- | ---------------------- | ---------------------------------- | ------- |
| 1.  | „Earthquake”           | Jennifer Batten                    | 3:18    |
| 2.  | „Roy's Toy”            | Jeff Beck, Aiden Love, Andy Wright | 3:35    |
| 3.  | „Dirty Mind”           | Beck, Love, Wright                 | 3:50    |
| 4.  | „Rollin' and Tumblin'” | Muddy Waters                       | 3:12    |
| 5.  | „Nadia”                | Nitin Sawhney                      | 3:50    |
| 6.  | „Loose Cannon”         | Beck, Batten, Wright               | 5:17    |
| 7.  | „Rosebud”              | Beck, Randy Hope-Taylor, Wright    | 3:44    |
| 8.  | „Left Hook”            | Beck, Steve Alexander, Wright      | 4:22    |
| 9.  | „Blackbird”            | Beck                               | 1:27    |
| 10. | „Suspension”           | Beck, Wright                       | 3:20    |
|     |                        |                                    | 35:55   |

## Listy sprzedaży
| Lista                         | Kraj              | Pozycja |
| ----------------------------- | ----------------- | ------- |
| Billboard 200                 | Stany Zjednoczone | 110     |
| Billboard Top Internet Albums | Stany Zjednoczone | 17      |
| UK Albums Chart               | Wielka Brytania   | 132     |
| Media Control Charts          | Niemcy            | 96      |
| MegaCharts                    | Holandia          | 123     |